# Jean-Marie Vianney
Jean-Marie Vianney, känd som Curé d'Ars, född 8 maj 1786 i Dardilly i närheten av Lyon, Frankrike, död 4 augusti 1859 i Ars-sur-Formans, Frankrike, var en fransk romersk-katolsk församlingspräst. Han blev internationellt uppmärksammad för sin särskilda pastorala omsorg om sina församlingsbors andliga hälsa. Vianney vördas som helgon inom Romersk-katolska kyrkan. Hans minnesdag firas den 4 augusti.

## Citat
| ”                    | Stunderna inför Det allraheligaste sakramentet är att betrakta som de lyckligaste i våra liv. | „ |
| – Jean-Marie Vianney |                                                                                               |   |

## Bilder
| - Sankt Jean-Marie Vianneys oförmultnade kropp vördas i en glassarkofag i basilikan i Ars-sur-Formans. - Den helige Jean-Marie Vianney (i mitten) avbildad i basilikan Sainte-Clotilde i Reims. De andra helgonen är Jean-Baptiste de La Salle, Vincent Abraham, Théophane Vénard och Sixtus av Reims. |